# Lucky loser
Lucky loser (hr. sretni gubitnik), skraćeno LL u rezultatskim tablicama, engleski je športski izraz koji se upotrebljava kad neki igrač izgubi dvoboj, partiju ili utrku tijekom kvalifikacija, ali dobije dozvolu sudjelovanja u predstojećim igrama. Izraz se najviše koristi na teniskim turnirima kada igrači koji su izgubili u kvalifikacijama, dobiju prigodu nastupiti na glavnom turniru zato što neki od već kvalificiranih igrača otkažu nastup npr. zbog bolesti, ozljeda, pravila igre ili drugih razloga.
Izraz se također koristi i na turnirima s neparnim brojem igrača, kada se dozvoli jednom ili više igrača, koji su izgubili u kvalifikacijama; (s najvećim brojem bodova, najbržim vremenom, najdužim hitcem itd.) nastupanje na natjecanju da bi se dobio paran broj igrača u skupini.